# Bharipa Bahujan Mahasangha
Bharipa Bahujan Mahasangha är ett politiskt parti i Indien. Partiet bildades 1999 och leds Prakash Yaswant Ambedkar, som en utbrytning ur Republican Party of India. Prakash Yaswant Ambedkar är Dr. Ambedkars sonson. Partiet kämpar för daliternas rättigheter. BBM har sin bas i delstaten Maharashtra.
I valet till Lok Sabha 1999 valdes Ambedkar som BBM-kandidat från valkretsen Akola. I Lok Sabhavalet 2004 förlorade man sin parlamentariska representation. Totalt hade man lanserat 16 kandidater, alla från Maharashtra. I Akola besegrades Ambedkar av BJP.
I valet till Maharashtras delstatsförsamling 1999 hade BBM lanserat kandidater i 34 valkretsar. Totalt fick BBM 606 827 röster, och vann tre mandat.
Partiets fullständiga namn är Bharatia Republican Paksha - Bahujan Mahasangha (Indiska Republikanska Partiet - Majoritetsförbundet). Bharatia Republican Paksha förkortas BhaRiPa.